# Blackwater Draw
Blackwater Draw – rozległe stanowisko archeologiczne związane z ludnością paleoindiańską, znajdujące się we wschodniej części amerykańskiego stanu Nowy Meksyk. W 1961 roku wpisane zostało na listę National Historic Landmark.
Stanowisko obejmuje teren dawnego jeziora późnoglacjalnego, które wyschło około 7 tysięcy lat temu. Prace archeologiczne rozpoczął w 1932 roku A.W. Anderson. W ich trakcie odkryte zostały sięgające do ponad 11 tysięcy lat p.n.e. ślady tymczasowych obozowisk, związanych z pobytem ludności kultur Clovis, Folsom i Agate Basin. Znaleziska zawierają narzędzia kamienne oraz szczątki plejstoceńskiej megafauny będącej obiektem polowań, m.in. koni, wielbłądów, mamutów, antylop i tygrysów szablozębych.